# Synargis abaris
Espèce
Synargis abaris est une espèce d'insectes lépidoptères appartenant à la famille  des Riodinidae et au genre Synargis.

## Taxonomie
Synargis abaris a été décrit par Pieter Cramer en 1776 sous le nom de Papilio abaris.

## Description
Synargis abaris est un papillon d'une envergure d'environ 30 mm à apex des antérieures angulaire. Le dessus est de couleur marron avec une ligne submarginale de points noirs cernés d'orange.
Le revers est beige foncé avec une ligne submarginale de points noirs cernés de beige clair et une ornementation de points foncés cernés de clair.

## Écologie et distribution
Synargis abaris est présent dans le nord de l'Amérique du Sud, dont en Guyane en Guyana, au Surinam et au Brésil.

### Protection
Pas de statut de protection particulier.